# Cyathea reginae
Cyathea reginae là một loài thực vật có mạch trong họ Cyatheaceae. Loài này được (P.G. Windisch) A.R. Sm. mô tả khoa học đầu tiên năm 2006.